# Ku’ahl
Los ku'ahl o ku'ahles son un pueblo yumano que habita en el municipio de Ensenada, Baja California, México. Son uno de los grupos yumanos de Baja California junto con los kiliwas, kumiais, cucapáh, cochimí y paipai.

## Localización
Los ku'ahl habitan junto con los paipai en la comunidad de Santa Catarina cuya denominación tradicional es Jatkbjol, en una zona desértica del municipio de Ensenada, Baja California, México...

## Historia
Los ku’ahl, como otros grupos yumanos, se desarrollaron en la antigüedad como un pueblo nómada dedicado a la cacería y recolección de recursos con una elevada orientación religiosa, fueron los primeros habitantes de la comunidad de Santa Catarina cuyas formaciones geográficas aledañas Hui cual (cerro del cuero), Hui cumishllp (cerro sabio), Hui Bnat (cerro de la palmilla) son consideradas sitios sagrados.